# Флаг Пермского района
Флаг муниципального образования «Пермский муниципальный район» Пермского края Российской Федерации — опознавательно-правовой знак, служащий официальным символом муниципального образования.
Флаг утверждён 26 июня 2008 года и внесён в Государственный геральдический регистр Российской Федерации с присвоением регистрационного номера 4483.
Флаг составлен на основании герба Пермского муниципального района по правилам и соответствующим традициям вексиллологии и отражает исторические, культурные, социально-экономические, национальные и иные местные традиции.

## Описание
«Флаг представляет собой прямоугольное полотнище красного цвета с отношением ширины к длине 2:3, несущее посередине жёлто-оранжевое изображение медведя, окружённого кольцом, орнаментированным в виде насечек».

## Символика
Изображения орнамента кольца и идущего медведя сделаны по мотивам и формам Пермского звериного стиля, известного во всём мире.
Медведь символизирует Пермскую землю, а кольцо как символ прочности и вечности территории Пермского муниципального района.
Красный цвет — символ мужества, самоотверженности, труда, жизнеутверждающей силы, праздника, красоты.
Жёлтый цвет (золото) символизирует прочность, величие, интеллект, великодушие, богатство.

## См. также

Флаги муниципальных образований Пермского района
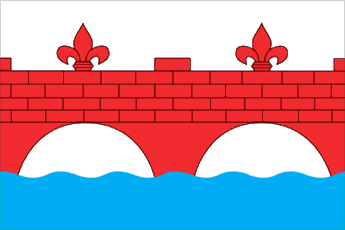
Кондратовское сельское поселение
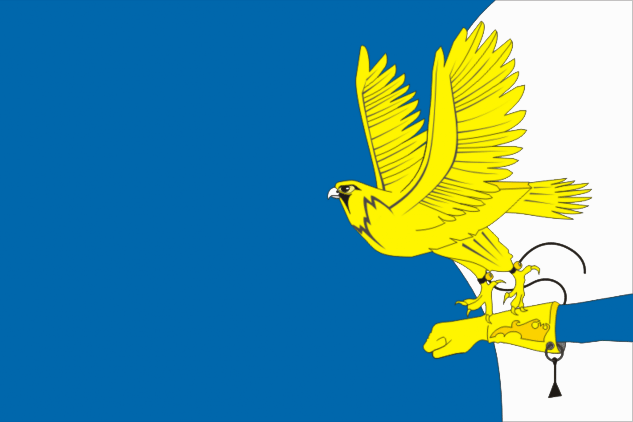
Лобановское сельское поселение
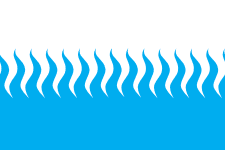
Сылвенское сельское поселение
Юго-Камское сельское поселение